# Хампиония
Хампиония (лат. Championia) — монотипный род двудольных растений семейства Геснериевые (Gesneriaceae). Единственный представитель — хампиония сетчатая (лат. Championia reticulata), впервые описанная британским ботаником Джорджем Гарднером в 1846 году.
Род назван в честь Джона Джорджа Чэмпиона, британского ботаника и военного деятеля.

## Распространение, описание
Эндемик Шри-Ланки. Описан около лесного оврага в местности Балангода-Рассагала. Произрастает в нетронутых лесах, на тенистых участках с рыхлой почвой у русел рек.
Многолетнее травянистое растение, низкое, прямостоячее. Листья супротивные, черешковые. Соцветие пазушное, с одним, реже двумя цветками. Плод — коробочка. Семена мелкие, с прожилками, эллиптической формы.